# José António Camões
José António Camões (Fajãzinha, 10/11 de Dezembro de 1777 — Ponta Delgada, 18 de Janeiro de 1827), poeta e historiógrafo florentino (i.e. da ilha das Flores, Açores), autor de várias obras de cariz satírico, entre as quais a sátira em verso heróico O Testamento de D. Burro, Pai dos Asnos.

## Resumo biográfico
Aparentemente filho de Frei Manuel de São Domingos, um franciscano do convento de São Boaventura de Santa Cruz das Flores, e de mãe de ascendência corvina (i.e. da ilha açoriana do Corvo), foi, segundo as convenções do tempo, engeitado, isto é abandonado à caridade pública.
José António Camões - e não António José Camões, como erradamente o têm repetido alguns autores - foi baptizado na Fajãzinha, ilha das Flores, a 13 de Dezembro de 1777, tendo 2 ou 3 dias de idade. Sendo engeitado, foi registado como tendo pais incógnitos. Foi registado simplesmente com o nome de José, sem lhe ser atribuído nome de família.
Terá passado parte da sua infância no Corvo, com os avós maternos. A admitirmos como autobiográfico o texto do Testamento de D. Burro, Pai dos Asnos, teve, como aliás era comum com os engeitados e expostos, uma infância difícil, passando fome. Aquando uma visita de frei Manuel de São Domingos (o putativo pai) ao Corvo, fez-se encontradiço com ele, tendo-o acompanhado, como estudante, para o convento de São Boaventura.
Depois de uma passagem difícil pelo convento, abandona-o e vai servir para casa de um lavrador da Fajanzinha, aparentemente seu parente. Tendo sido expulso pelo seu primeiro patrão, vai viver para casa doutro lavrador, acompanhando um filho deste, Manuel Fernandes de Barcelos (1774-1854), nos estudos. Revela pendor para as letras. Em 1797 já era professor particular de latim em Santa Cruz.
Foi estudar para Angra, albergando-se no convento de S. Francisco daquela cidade. Sendo engeitado, como não tinha nome de família, adopta o sobrenome de Camões, passando a chamar-se José António de Camões. A escolha do nome é certamente inspirada pela sua admiração pelo poeta. Também aparece citado como António José de Camões.
Após um longo e conturbado processo, iniciado em 1799, foi-lhe passada pelo Tribunal Eclesiástico de Angra sentença de genere, permitindo-lhe, pesando embora o defeito de nascimento resultante de ser filho de pais incógnitos, o acesso ao estado esclesiástico. Essa sentença, e o obrigatório património obtido por doações de alguns florentinos, permitiram-lhe obter as ordens. Foi ordenado a 20 de Outubro de 1804, em Angra, tendo sido nomeado, por provisão do Capitão General, datada de 18 de Dezembro de 1804, professor régio de gramática latina na ilha das Flores.
Cedo regressa às Flores, fixando-se em Santa Cruz, onde regista a sua provisão de professor régio a 3 de Abril de 1805. Baptiza, com licença do pároco, na Fajãzinha, a 16 de Junho de 1805, sendo este o seu primeiro registo como padre nas Flores. Tem grande sucesso no ensino do latim, atraíndo às Flores estudantes do Corvo e do Faial. Contudo, em 1807, por ter sido nomeado vigário de Ponta Delgada das Flores, passa a residir naquela remota freguesia (a ligação mais fácil com Santa Cruz era por barco) e cessa a sua actividade como professor régio.
Sendo vigário de Ponta Delgada das Flores, ainda assim mantém a docência como professor particular, tendo alguns dos seus alunos passado a residir naquela freguesia, a mais isolada dos Açores, então apenas facilmente acesível por mar. Ainda em 1811 tinha alunos em Ponta Delgada, alguns dos quais vieram a ordenar-se sacerdotes.
O brilhantismo de José António Camões e o seu domínio da escrita, numa ilha onde a maioria do clero era quase iletrada, criaram condições para uma rápida ascensão na carreira eclesiástica. Tal ascensão não podia, contudo, ser bem aceite na ilha, em particular pelo clero, face ao grave defeito de nascimento que representava a sua condição de engeitado, filho de um frade.
Em Ponta Delgada das Flores, foi vigário e vice-vigário, sendo nomeado, em 1810, ouvidor eclesiástico das Flores e Corvo. Em 1812 foi nomeado examinador do clero e em 1813 prioste do Corvo. A nomeação como ouvidor é contestada na ilha, havendo quem, de imediato, se lhe oponha, apontando o seu "defeito de nascimento".
José António Camões responde à contestação escrevendo, em 1812 ou 1813, uma pesada diatribe, em prosa e verso, intitulada os Sete Pecados Mortais, onde desanca forte e feio nos sete clérigos que não querem para ouvidor eclesiástico d'estas duas ilhas Flores e Corvo ao Padre José António Camões.
Em data talvez anterior, escreveu o Testamento de D. Burro, Pai dos Asnos, um escrito de carácter aparentemente autobiográfico, onde José António ajusta contas com os que o discriminaram e maltrataram quando criança e jovem "engeitado". Aparentemente descrevendo eventos da sua infância e juventude, enxovalha alguns dos nomes mais sonantes da sociedade florentina de então, com particular relevo para o clero.
Circulando em cópia manuscrita, os seus escritos são enviados ao cabido de Angra (então sede vacante já que o 24.º bispo, D. José Pegado de Azevedo, faleceu a 19 de Junho de 1812 e o 25.º bispo, D. frei Alexandre da Sagrada Família, apesar de ter chegado aos Açores em 1813, apenas tomou posse formal da diocese em 1816).
O cabido, face à queixa apresentada e ao teor dos escritos, bem como a expressões que denotariam falta de respeito contidas num seu ofício, exonera-o a 19 de Maio de 1813 do cargo de ouvidor e suspende-o da vigararia de Ponta Delgada. Após ter colhido informações sobre o seu comportamento, recebe, a 20 de Junho de 1814, ordem do Provisor da diocese chamando-o a Angra para se justificar. Chega a Angra a 11 de Outubro de 1814. Foi pronunciado e acusado de injuriar a Mesa Capitular, sendo, contudo, absolvido a 20 de Fevereiro de 1815, depois de ter passado por um humilhante julgamento.
Apesar da absolvição, a mandado do cabido, teve de responder perante os qualificadores do Santo Ofício, por se afirmar haver nos seus escritos matéria de censura contra a disciplina e dogma da Igreja. Apesar de julgada também improcedente a acusação, o cabido recusou-se a permitir a sua reintegração nos cargos de que fora suspenso.
Depois de muitas tentativas de obter a reintegração na vigararia de Ponta Delgada, abandonado por quase todos e odiado pela classe dominante das Flores, acaba por solicitar ao Capitão General a sua nomeação como professor régio da cadeira de gramática latina de Santa Cruz das Flores.
Regressa em 1815 ao ensino da gramática latina em Santa Cruz, como professor régio, permanecendo, apesar da oposição do cabido de Angra, da Câmara de Santa Cruz e das forças vivas da ilha, nessa função até pelo menos 1822 e, possivelmente, até 1827, ano do seu falecimento.
Caído em desgraça, sem amigos e com escassos alunos, vivendo da esmola da missa e de algum sermão que escrevia para os colegas, atravessou grandes dificuldades, chegando, novamente, a passar fome. Faleceu em Ponta Delgada das Flores, com apenas 49 anos de idade, a 18 de Janeiro de 1827.
As suas obras apenas foram impressas postumamente: o Testamento de D. Burro, Pai dos Asnos em 1865, em Boston (por iniciativa do florentino Manuel Borges de Freitas Henriques), e os Pecados Mortais em 1883, em Lisboa. Alguns sonetos apareceram no Jorgense, n.º 40, de 1 de Junho de 1873.
Francisco Ferreira Drummond incluiu nos Anais da Ilha Terceira (1859 e 1864) um soneto e parte de uma elegia. Um Relatório das Cousas mais Notáveis que Havião nas Ilhas Flores e Corvo, enviado ao Capitão General em 1822, apenas foi publicado em 1993.